# Arn - L'ultimo cavaliere
Arn - L'ultimo cavaliere (Arn - Tempelriddaren, Letteralmente tradotto Arn - il cavaliere templare) è un film del 2007 diretto da Peter Flinth.
La pellicola è basata sulla trilogia di Jan Guillou intorno a Arn Magnusson, immaginario cavaliere templare svedese.
Ne è stato girato un seguito, Arn - Riket slut vid vägens del 2008. Il film venne distribuito il 17 dicembre 2007 e il sequel il 22 agosto 2008, ma entrambi i film sono stati combinati in un'unica versione per DVD nel 2010.

## Trama
Svezia, metà dell'XII secolo.
Cecilia Algotsdotter viene liberata dalla camera di reclusione del suo convento dove è stata rinchiusa per aver avuto un parto frutto di una relazione clandestina, mentre Arn Magnusson si trova in Terra Santa dove incontra e libera Saladino.
Arn, rampollo della potente dinastia Folkung, era nato Arnäs nel 1150 ed all'età di 5 anni la madre lo aveva consacrato alla vita monastica come voto a San Bernardo di Chiaravalle per averlo guarito da una malattia gravissima. Il bambino crebbe all'interno del monastero cistercense di Varnhem seguito dai monaci che lo istruirono al latino e alle altre materie di studio, ma uno dei monaci, Padre Guilbert, ex guerriero templare, lo istruì anche all'arte della spada e del tiro con l'arco.
Diventato grande, in una delle rare uscite dal monastero, incontra in una chiesa Cecilia Algotsdotter e i due si scambiano solo poche parole prima che le suore richiamino Cecilia. Il giovane torna in monastero dove i monaci lo informano che è il momento di tornare a casa in quanto la sua vocazione non è quella della vita monastica, ma Padre Guilbert regala una spada ad Arn prima che lui vada via.
Non appena torna a casa viene accolto dal fratello, ormai cresciuto, che all'inizio non lo riconosce ma poi lo informa che la loro famiglia è al centro di beghe politiche fra i diversi clan svedesi per il controllo della corona della Contea di Västra Götaland. In uno di questi scontri, Arn, prende il posto del padre e batte il suo avversario mozzandogli una mano. Arn aiuterà anche il suo amico Knut Eriksson a uccidere il vecchio re Karl Sverkersson.
A seguito degli eventi Cecilia, che è promessa in sposa ad un altro uomo, e Arn si incontrano di nascosto e alla fine concepiscono un figlio. Cecilia, rivela l'accaduto a sua sorella, che per paura di essere lasciata in convento perché il padre non ha abbastanza denaro per organizzare due matrimoni si affretta ad infangare il nome di Arn, confidando, mentendo, alla sua madre superiora che Arn si è unito carnalmente con lei e aggiunge che ha sedotto anche sua sorella e che porta in grembo il frutto della loro unione. Entrambi vengono fermati dalle autorità ecclesiastiche e saranno scomunicati e condannati a passare metà della loro vita (20 anni) in due conventi differenti.
Arn avrà la possibilità di rivelare a Cecilia delle falsità dette dalla sorella, ma il loro destino sarà segnato.
Cecilia metterà al mondo il proprio figlio proprio nel convento e le sarà strappato dalle braccia pochi momenti dopo la sua nascita e sarà costretta a scontare tutta la sua pena all'interno delle mura del convento con una madre superiora (alleata con gli Sverker e quindi nemica della fazione di Arn) che la detesta e che le infligge in continuazione punizioni corporali.
Arn, con l'aiuto di Padre Guilbert, invece viene spedito a Gerusalemme a combattere con i Templari. Qui, gli verrà dato il nome di al Ghouti (il Goto) e conosce e salva la vita a Saladino da dei predoni nonostante sia il suo nemico. I due passano una notte a parlare e a conoscersi e il giorno dopo si dividono tornando entrambi ai loro ruoli e a combattersi ma sarà proprio Saladino a dare ordine di far ripartire Arn per la Svezia quando i Templari perderanno la guerra.
Intanto Cecilia conosce in convento Cecilia Blanka da cui apprende che suo figlio è vivo e si chiama Magnus. Cecilia Blanka è destinata ad essere la nuova regina di Svezia e intanto anche la badessa del convento le chiede perdono in punto di morte ma non le viene concesso.
Arn, tornato in patria, si ricongiunge con Cecilia che nel frattempo è uscita dal convento e ha conosciuto alla corte del re suo figlio.
La sua terra però è in una guerra civile dopo la morte di Knut Eriksson (re Canuto I) e la corona è contesa fra il clan Sverker capeggiato da Sverker II sostenuto dai Danesi e le forze unite del clan Erik e Folkung quindi Arn decide di scendere in battaglia (battaglia di Lena) insieme a gli uomini del suo clan e sconfigge gli avversari riportando però delle gravi ferite e muore fra le braccia di Cecilia.

## Distribuzione
Il film è uscito nel dicembre 2007. Produzione congiunta tra la Svezia, Danimarca, Norvegia, Finlandia e Germania, è per lo più in lingua svedese ma anche latina, francese, inglese e araba per ricreare la lingua parlata nei diversi paesi. Il sequel, Arn - Riket slut vid vägens, è uscito il 22 agosto 2008. Con un bilancio totale di circa 210 milioni di corone svedesi (circa 30 milioni di dollari) per entrambi i film, è la produzione più costosa del cinema svedese.

## Riconoscimenti
Guldbagge - 2008
Miglior attrice non protagonista a Bibi Andersson
Candidatura migliore fotografia a Eric Kress